# Cristóbal Colón (F105)
Pour les autres navires du même nom, voir Cristóbal Colón (navire).
Le Cristóbal Colón est une frégate de la classe Álvaro de Bazán en service dans la marine espagnole.
Il s'agit du cinquième et dernier navire de sa classe, entré en service en 2012 ; bâtiment de surface le plus moderne de la marine espagnole. Le navire porte le nom de Christophe Colomb, l'explorateur génois qui revendique la découverte de l'Amérique au nom de la couronne de Castille.

## Historique
Le Cristóbal Colón est commandé le 20 mai 2005 et la construction par Navantia commence dans les chantiers navals de Ferrol le 29 juin 2007. Le navire est lancé le 4 novembre 2010 et mis en service le 23 octobre 2012, parrainée par l'infante Margarita de Borbón.
Le 9 février 2013, il quitte sa base de Ferrol, lors de sa première navigation hors des eaux galiciennes, pour mettre le cap sur la base navale de Rota qu'il atteint le 11 février. Il entame un processus d'inspection, de certification et de formation navale qui s'achève le 15 février. Le 14 février, un Sikorsky SH-3 effectue le premier atterrissage sur son pont d'envol. Le 24 février 2014, il quitte sa base de Ferrol pour rejoindre l'opération anti-piraterie Atalante dans les eaux indiennes.
Le 16 mars 2014, il remplace l'Álvaro de Bazán à Djibouti. Alors qu'il mouille au port, un tir accidentel impliquant son canon de 127 mm a lieu. L'obus tombe finalement au fond de la mer après avoir survolé un hôtel et une mosquée. Les autorités diplomatiques espagnoles ont dû s'excuser.
Les 26 et 27 juin 2014, la frégate escorte le croiseur USS Vella Gulf lors de son passage à travers la Méditerranée, alors que l'US Navy configurait un système de combat pour intercepter des cibles balistiques en dehors de l'atmosphère terrestre.

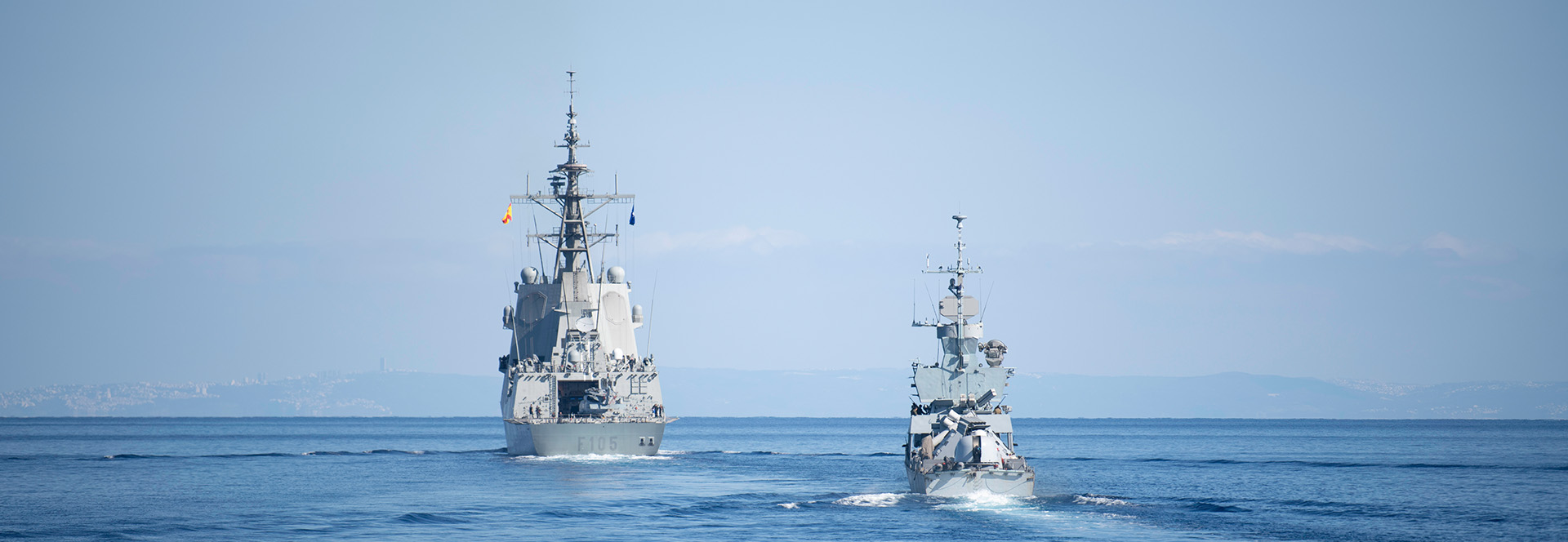
Le Cristóbal Colón lors d'une visite au port de Haïfa, s'entraînant avec les forces israéliennes au sein du Standing NATO Maritime Group 2.

Le 11 juillet 2014, le navire regagne sa base de Ferrol. À cette période, et pour la première fois, les quatre autres navires de la classe se retrouvent à leur port d'attache. Les cinq sister-ships réalisent alors un exercice d'entraînement conjoint dans le cadre du 31e escadron d'escorte.
À la mi-juillet 2016, le Cristóbal Colón certifie son système de combat à Norfolk, aux États-Unis, au côté du destroyer américain USS Arleigh Burke. Il fait ensuite escale à Halifax, au Canada, pour soutenir les options commerciales de Navantia dans le cadre d'un concours pour la construction de quinze frégates. Le navire atteint sa base de Ferrol le 2 août 2016.
Le 9 janvier 2017, le F105 appareille de sa base en direction de l'Australie qu'il atteint le 20 février 2017, où il aide à la formation des équipages des nouveaux navires australiens de la classe Hobart, inspirés de la classe Álvaro de Bazán. Les 20 et 21 janvier 2017, il fait escale dans le port saoudien de Djeddah, où le navire reçoit une délégation de la marine saoudienne,.
Le 24 juin 2017, la frégate achève son déploiement en Australie et entame son retour à la base. Après une escale à Papeete, en Polynésie française et à Callao, au Pérou, il revient à Ferrol en août. Le navire participe à l'exercice UNITAS 2017 entre le 13 et le 26 juillet.
En juin 2019, il participe à l'exercice BALTOPS 2019 dans les eaux baltes aux côtés de la frégate Almirante Juan de Borbón et du LHD Juan Carlos I.
Le 3 novembre 2020, il quitte sa base de Ferrol pour rejoindre le Standing NATO Maritime Group 2 dans les eaux méditerranéennes, au cours duquel il relève l'Álvaro de Bazán. Au cours de ce déploiement, le navire participe à l'exercice de lutte ASM « Dynamic Manta 2021 » en février 2021 en compagnie des bâtiments de surface français, grecs, italiens, espagnols, belges, américains et turcs, dont le porte-avions français Charles de Gaulle. Fin mai 2021, le Cristóbal Colón participe en tant que navire de commandement à l’exercice « At Sea Demonstration / Formidable Shield 2021 » dans les eaux écossaises auxquelles participent quinze navires de onze pays.